# Sopwith Dolphin
Sopwith 5F.1 Dolphin — истребитель-биплан ВВС Великобритании авиационной компании Sopwith времён Первой мировой войны. Самолёт успешно использовался на Западном фронте с конца 1917 года — начала 1918 года до самого окончания войны. Всего было построено более 2000 самолётов.

## Эксплуатанты

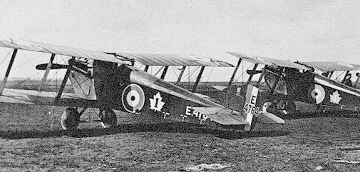
Sopwith 5F.1 Dolphin ВВС Канады

- Великобритания[1]
- Польша[1]
- Франция[1]
- Канада

## Тактико-технические характеристики
Источник данных: см. Литература

Технические характеристики
- Экипаж: 1
- Длина: 6,78 м (22 футов 3 дюймов)
- Размах крыла: 9,91 м (32 футов 6 дюймов)
- Высота: 2,59 м (8 футов 6 дюймов)
- Площадь крыла: 24,7 м² (263 футов²)
- Масса пустого: 698 кг (1410 фунтов)
- Максимальная взлётная масса: 1068 кг (1959 фунтов)
- Силовая установка: 1 × Hispano-Suiza 8B, 8-цилиндровый V-образный
- Мощность двигателей: 1 × 200 л.с. (1 × 149 кВт)

Лётные характеристики
- Максимальная скорость: 190 км/ч
- Практическая дальность: 315 км
• Время в полете: 1 часа 45 минут
- Практический потолок: 5650 м
- Нагрузка на крыло: 36,5 кг/м² (7,45 фунтов/фут²)

Вооружение
- Стрелково-пушечное: 2 × .303 British Виккерс
- Бомбы: 4 × 11 кг